# Mushimane tswibilinki
Genre
Espèce
Mushimane tswibilinki, unique représentant du genre Mushimane, est une espèce d'araignées aranéomorphes de la famille des Trachelidae.

## Distribution
Cette espèce est endémique du KwaZulu-Natal en Afrique du Sud,. Elle se rencontre vers Ndumo.

## Description
La carapace du mâle holotype mesure 0,97 mm de long sur 0,75 mm et l'abdomen 0,98 mm de long sur 0,59 mm et la carapace de la femelle paratype 0,83 mm de long sur 0,63 mm et l'abdomen 1,27 mm de long sur 0,75 mm.

## Systématique et taxinomie
Cette espèce a été décrite par Haddad en 2025.
Ce genre a été décrit par Haddad en 2025 dans les Trachelidae.

## Publication originale
- Haddad, 2025 : « And they just keep coming: four new genera of dark sac spiders from southern Africa (Araneae, Trachelidae). » African Invertebrates, vol. 66, no 1, p. 19-64 (texte intégral).